# Ернест Вессіо
Ернест Вессіо (8 березня 1865 — 17 жовтня 1952) — французький математик. Він народився в Марселі, Франції й помер у Ла-Боші, Савої, Франції. Вессіо вступив до Вищої Нормальної Школи у 1884.
Викладав в Університеті науки та технології Ліллі I в 1892—1893, потім переїхав до Тулузи та Ліону. Після 1910 року він був професором та викладав аналітичну механіку та небесну механіку в Паризькому університеті. Головував на вступних іспитах до Політехнічної школи. Як директор Вищої Нормальної Школи до 1935, Вессіо вжив заходів щодо конструкції нових фізичних, хімічних та геологічних корпусів на Ру Лемонд, 24.
Був обраний членом Академії Наук в 1943.
Робота Вессіо над теорією Пікара-Вессіо оперує з інтегрованістю звичайних диференціальних рівнянь.

## Роботи
- Лекції з загальної геометрії.[7]
- Vessiot, Ernest (1910), Méthodes d'intégration élémentaires, у Molk, Jules (ред.), Енциклопедія з теоретичної науки та прикладної математики, т. 3, Gauthier-Villars & Teubner, с. 58—170, архів оригіналу за 20 жовтня 2016, процитовано 3 грудня 2016